# Robert Moses
Pour les articles homonymes, voir Moses.
 (janvier 2016).
Robert Moses, né le 18 décembre 1888 à New Haven (Connecticut) et mort le 29 juillet 1981 à West Islip, dans l’État de New York, est un urbaniste américain, artisan de la rénovation de New York entre 1930 et 1970. Il est une des figures les plus controversées de l'histoire de l’urbanisme aux États-Unis.
Robert Moses a été surnommé le « maître de la construction » de la moitié du XXe siècle. Il est l'architecte de la ville de New York, de Long Island, du comté de Rockland et du comté de Westchester.
En tant que concepteur d'une ville moderne, il est souvent comparé au Baron Haussmann du Second Empire à Paris. Ses réalisations en faveur des autoroutes plutôt que des réseaux de transport public ont permis de créer les banlieues modernes de Long Island. Il a influencé des générations d'ingénieurs, d'architectes et d'urbanistes qui ont propagé ses théories à travers le pays. Une de ses contributions majeures sur le plan urbain a été la réalisation d'un immense réseau de grands boulevards à New York.
Moses n'a jamais été élu à une fonction publique. Sa seule tentative a été lorsqu'il s'est porté candidat à la fonction de gouverneur de l'État de New York — en 1934 et en tant que républicain — qui s'est soldée par un échec cuisant face à son adversaire politique. Néanmoins, il est à l'origine de la création et de la gestion de nombreuses organisations publiques lui permettant d'acquérir une autonomie face aux élus et aux organismes publics. Grâce à Moses, l'État de New York, parmi tous les États américains, peut se targuer du plus grand nombre de sociétés vouées à l’aide sociale, ayant besoin de locaux et d’infrastructures à New York, donc de services de maintenance qui représentent 90 % de la dette de l'État. 
En étant à la tête d'organisations diverses, il a contrôlé des millions de bénéfices issus de ses projets comme les péages, et il avait le pouvoir d'émettre des obligations pour emprunter de vastes sommes lui permettant d'entreprendre des projets risqués, avec peu ou pas de contributions d'organismes législatifs. Cet avantage lui a permis d'éviter la manipulation et le contrôle d'actions par d'autres personnes, en évitant le risque de retrait intempestif de leurs actions  ou la pose de clauses sur l'utilisation des fonds. Cette autonomie lui a permis de ne pas avoir à affronter les critiques possibles émanant de citoyens sur ses projets de travaux publics.
Après la Grande Dépression, les projets de Moses étaient considérés comme indispensables pour favoriser le développement de la région. Il a participé à la réalisation de deux expositions universelles en 1939 et en 1964. Moses est aussi à l'origine de la décision de l'installation du siège social des Nations unies à Manhattan, et non à Philadelphie, en contribuant à réunir l'argent et à trouver les terrains nécessaires à la réalisation de ce projet.

## Début de carrière et accès au pouvoir
Ses parents sont d'origine juive-allemande. Il a passé les neuf premières années de sa vie à New Haven en résidant proximité de l'université de Yale. En 1897, sa famille emménage dans la ville de New York.
Son père était propriétaire d'un commerce florissant et un spéculateur immobilier à New Haven. Afin de financer leur déménagement, il a vendu tous ses biens immobiliers et s'est retiré de toute activité professionnelle. Sa mère a participé activement à un mouvement social qui avait l'ambition de favoriser une mixité sociale.
Diplômé de l'université de Yale, de Wadham et d'Oxford et titulaire d'un doctorat en sciences politiques obtenu à l'université Columbia, Moses se passionnait pour les politiques réformatrices de la ville de New York. À cette époque idéaliste engagé, il a mis au point plusieurs projets pour débarrasser la municipalité des pratiques de parrainage pour le recrutement. Il a été en 1919 à l'origine d'une proposition pour réorganiser le gouvernement de l'État de New York. La portée de sa demande fut limitée mais cela lui permit de se faire remarquer par Belle Moskowitz, la conseillère d'Al Smith.
Moses accéda au pouvoir politique avec Al Smith qui a été élu gouverneur en 1922 et a mis en place une profonde consolidation  du gouvernement de l'État de New York. Pendant cette période, Moses  a commencé sa première incursion à grande échelle pour des projets publics tout en puisant dans le pouvoir politique de Al Smith pour faire promulguer des lois. Cela a permis la création de la Commission du parc et le Conseil des parcs de l'État de Long Island. Cette centralisation a permis à Al Smith d'être à la tête d'un gouvernement plus tard érigé en modèle par le gouvernement fédéral de  Franklin Delano Roosevelt avec son New Deal. Moses  a reçu plusieurs commissions qu'il a menées à bien de manière extraordinaire comme celui dédié à l’aménagement du parc  de l'État de Jones Beach Island. Grâce à ses compétences en droit aussi bien qu’en ingénierie, Moses acquit une réputation pour son habileté  à faire des propositions législatives. À une époque où le public était informé régulièrement de l'incompétence et des affaires de corruption en politique, Moses était considéré comme le sauveur  du gouvernement. Quelque temps après l’inauguration du Président Franklin Delano Roosevelt en 1933, le gouvernement fédéral bénéficiait de millions de dollars à dépenser provenant des taxes issues du New Deal alors que les États et les villes avaient peu de projets de prêt. Moses était un des rares hommes politiques locaux à avoir des projets  prévus et prêts à être réalisés. La ville de New York a ainsi pu acquérir le Works Progress Administration (WPA), Civilian Conservation Corps (CCC). Moses a démontré un réel talent politique et une réelle habileté technique dans plusieurs constructions : routes, ponts, parcs, aires de jeux, projets immobiliers.

## Influence
Durant les années 1920, Moses s’est opposé à Franklin Delano Roosevelt, alors dirigeant de la Commission du Parc de l'État de Taconic, qui favorisait la rapide construction de grands boulevards bordés d'arbres à travers la vallée d'Hudson. Moses a réussi à détourner les fonds vers ses projets des grands boulevards bordés d'arbres à Long Island (Northern State Parkway, Southern State Parkway et Wantagh State Parkway), bien que les grands boulevards bordés d'arbres de l'État de Taconic ont été terminés plus tard.
Pendant l'époque de la Dépression (crise économique de 1929), Moses, en collaboration avec le maire républicain de New York Fiorello LaGuardia, a été à l'origine de la construction de dix gigantesques piscines dans le cadre du programme du WPA. Ensemble, elles pouvaient accueillir jusqu'à 66 000 nageurs. Ce programme ambitieux est parfois expliqué par le fait que Moses se passionnait pour la natation (il fit son kilomètre et demi tous les soirs jusqu’à l’âge de 80 ans passés). Une de ces piscines est celle de McCarren Park à Brooklyn, autrefois mise au sec et utilisée uniquement pour des évènements culturels exceptionnels, mais aujourd’hui ouverte de nouveau au grand public. Moses a aussi contribué à la réalisation de grands boulevards (avenues bordées d'arbres) à Long Island. Ce furent les premiers boulevards à accès privé, avec deux voies séparées par un terre-plein.
De proches associés de Moses ont affirmé qu'ils pouvaient empêcher les américains d'origine africaine d'utiliser les piscines dans les quartiers blancs en rendant l'eau plus froide. Il a par ailleurs rendu impossible l'utilisation des transports publics qui aurait permis aux non-détenteurs de voitures de profiter des installations qu'il avait construites.

## Ponts

### Le pont Triborough
Moses détenait un pouvoir sur la construction des projets immobiliers dans l'État de New York et souvent dirigeait plusieurs autres organismes, mais c’était sa présidence au sein de l'Autorité du pont Triborough Bridge lui a permis d'acquérir le plus d'influence. Le pont Triborough (devenu, en 2008, pont Robert F. Kennedy) ouvrit en 1936 et relie les arrondissements du Bronx, de Manhattan et du Queens par trois ponts.
Les termes des contrats d'obligations de l'Autorité et les multiples rendez-vous de la Commission permettait une étanchéité face aux pressions exercées par les maires et les gouverneurs. Alors que la ville de New York et l'État de New York étaient perpétuellement à court d'argent, les revenus des péages des ponts représentaient des dizaines de millions de dollars par an. L'Autorité était ainsi capable de lever des centaines de millions de dollars en vendant des obligations, lui permettant d'être le seul organisme capable de financer des projets publics de construction. Les revenus des péages ont augmenté rapidement à mesure que la circulation sur les ponts dépassait toutes les prévisions. Plutôt que de rembourser les obligations, Moses cherchait à mettre en place d’autres projets comprenant des péages, permettant à l'ensemble de s'autofinancer.

### Le pont de Brooklyn Battery
À la fin des années 1930, une controverse au sein de la municipalité faisait rage pour savoir si l'arrondissement de Brooklyn et Lower Manhattan devraient être reliés par un pont ou un tunnel. Les ponts sont peut-être plus larges et moins chers à construire mais les ponts, très hauts, utilisent plus d'espace que les tunnels pour construire les voies d’accès.
Le pont de Brooklyn Battery aurait entraîné la disparition du Battery Park et aurait empiété sur les quartiers financiers. L'Association de Planification Régionale, les financiers de Wall Street, les propriétaires immobiliers, de nombreuses personnalités et les syndicats du bâtiment  (vraisemblablement parce qu'un tunnel permettrait d'apporter plus de travail aux employés), le Président de l'arrondissement de Manhattan, le maire, Fiorello LaGuardia, et le gouverneur, Herbert Lehman, étaient opposés au projet de pont.
Malgré cette forte opposition, Moses s'est prononcé en faveur de la construction d'un pont car cela favoriserait plus la circulation automobile et ce projet permettrait une plus grande visibilité qu'un tunnel. Plus de circulation automobile amènerait plus de péages, ce qui pour Moses apporterait plus de financement pour des réalisations publiques. Comme d'habitude, LaGuardia et Lehman disposaient de peu de fonds, en partie dû à La Grande Dépression, et le gouvernement fédéral était à court d'argent après avoir financé à hauteur de 165 millions de dollars  le tunnel Queens–Midtown ainsi que d'autres projets de la ville de New York et estimait qu'il avait suffisamment donné à New York.
Moses estimait que la construction d'un pont était le seul projet viable, son choix étant conforté par les revenus élevés issus des péages du Triborough bridge. Une altercation a opposé Moses à l'ingénieur en chef du projet, Ole Singstad, qui préférait la construction d'un tunnel à la place d'un pont.
Le projet du pont a été mis en échec en raison du désaccord de l'administration fédérale. Le Président Franklin Delano Roosevelt est intervenu auprès du Ministère des armées afin d'affirmer que bombarder un pont à cet endroit pourrait bloquer l'East River qui permet l'accès en amont au chantier naval de Brooklyn. Contrarié, Moses a déplacé apparemment en représailles l'aquarium de New York situé au Castle Clinton National Monument pour l'installer sur Coney Island à Brooklyn, en s'appuyant sur les réclamations spécieuses prétendant que le projet du tunnel pourrait endommager les fondations du Castle Clinton National Monument. Il essaya aussi de détruire le château, la sauvegarde du monument n'ayant été possible que par le transfert de propriété au gouvernement fédéral.
Moses a été obligé de mettre en place le projet du tunnel reliant Brooklyn à Lower Manhattan, le Brooklyn Battery Tunnel, plus tard appelé Hugh L. Carey Tunnel. En 1941, une publication émanant de l'"Autorité des ponts et tunnels de Triborough" a affirmé que le gouvernement l'avait obligé à construire un tunnel dont le coût, les frais et les difficultés techniques sont deux fois supérieurs et la circulation moitié moindre. Des études techniques n'ont pourtant pas apporté les mêmes conclusions et soulignaient que les avantages (soutenus par Moses) pour la construction d'un pont pouvaient tout aussi être valables pour le projet du tunnel.
Ce n'est pas la première fois que Moses se prononce en faveur de la construction de pont au lieu de tunnel. Après son altercation avec Ole Singstad, Moses a essayé de voler la vedette à l'Autorité des tunnels quand le Queens–Midtown Tunnel a été envisagé. Il a mis en avant les mêmes arguments mais il a échoué par manque d'appui politique.

## Planification du réseau urbain après-guerre
L'influence de Moses augmenta considérablement après la seconde guerre mondiale lorsque le maire Fiorello LaGuardia se retira de la vie politique et que ses successeurs à la mairie adoptèrent la plupart de  ses propositions. Nommé coordinateur de la construction de la ville en 1946 par le  maire William O'Dwyer, Moses est devenu le représentant du quartier de Washington de la ville de New York. Moses  a obtenu plus de pouvoirs sur le logement public, domaine d’où il avait été exclu par l'ancien maire new-yorkais LaGuardia. Quand William O'Dwyer a été forcé de démissionner en pleine disgrâce et a été remplacé par Vincent R. Impellitteri, Moses a été capable de manœuvrer en coulisses et de prendre le contrôle des projets d'infrastructures.
Une des premières mesures que prit Moses après la prise de fonctions de Impellitteri a été de stopper la création d'un plan de zone plus large en cours depuis 1938 qui aurait mis à mal son pouvoir presque total de construire à l'intérieur de la ville et de faire partir le responsable de la commission de la zone.
Moses  a obtenu les pleins pouvoirs pour négocier depuis Washington les projets de la ville de New York. Dès 1959, il avait supervisé la construction de plus de 28 000 appartements sur des centaines d'hectares de terrain. En déblayant le terrain pour la construction de grands immeubles conformément au projet de la ville contemporaine (des tours entourées de jardins), qui à cette époque était envisagé comme innovant et bénéfique, il a quelquefois détruit autant de logements qu'il en a construit.
De 1930 à 1960, Moses a réalisé la construction de ces quatre ponts : pont de Throgs Neck, du pont de Bronx–Whitestone, du pont Henry Hudson Bridge et du pont Verrazano-Narrows. Ses autres projets sont les autoroutes Brooklyn-Queens, Staten Island, Cross Bronx Expressway, les grands boulevards bordés d'arbres Belt, le Laurelton  entre autres. Le choix de l’État fédéral s'est déplacé d'un système de grands boulevards bordés d'arbres vers des autoroutes et les nouvelles routes sont conformes à la nouvelle vision, dépourvues d’aménagement paysager et sans les restrictions du trafic commercial des autoroutes d’avant guerre.
Il a été un acteur-clé du Shea Stadium et du Lincoln Center for the Performing Arts et du siège des Nations unies. Bien que Los Angeles soit considéré comme la ville des autoroutes, la ville de New York dispose en réalité de plus de kilomètres d’autoroute.
Moses a étendu son influence au-delà du périmètre new-yorkais. Durant les années 1940 et le début des années 1950, de nombreuses petites villes américaines l'ont engagé pour mettre au point des réseaux d'autoroutes. Peu de ces projets ont ensuite été réalisés, reportés initialement par manque de fonds puis abandonnés par une opposition citoyenne naissante menée durant les années 1960.
Contrairement aux idées reçues entourant Moses, Moses savait conduire mais ne détenait pas de permis de conduire. À la place, il louait des limousines. La vision de l'automobile de Moses est à relier aux années 1920 quand la voiture était plus envisagée comme un moyen de transport pour les loisirs que pour l'activité professionnelle. Dans la première moitié du XXe siècle, les autoroutes de Moses étaient de grands boulevards bordés d'arbres, en lacets, destinés au plaisir du voyage et assimilés aux « poumons de la ville ». L'expansion économique après la seconde guerre mondiale et l'idée de la ville propice à la circulation automobile a apporté les autoroutes, et plus particulièrement le gigantesque réseau du système des autoroutes inter-étatiques au niveau fédéral.

## Brooklyn Dodgers
Le propriétaire de l'équipe de baseball des Brooklyn Dodgers, Walter O'Malley, voulait construire un nouveau stade pour remplacer le vieux stade délabré d'Ebbets Field. W. O'Malley a choisi le site pour le stade situé au carrefour d'Atlantic Avenue et de Flatbush Avenue, à Brooklyn, à proximité des lignes ferroviaires de Long Island.
Walter O'Malley exhorta R. Moses de l'aider à acquérir les terrains en pratiquant le droit d'expropriation pour cause d'utilité publique. Mais R. Moses refusa  car il avait déjà décidé d'utiliser le terrain pour construire un parking. Les élus de la municipalité étaient divisés et les journaux et la population étaient contre la proposition de W. O'Malley d'acquérir les biens immobiliers à un coût beaucoup plus important qu'initialement annoncé, arguant que cela représentait une subvention inacceptable pour une société privée de la part du gouvernement.
R. Moses a envisagé construire le nouveau stade de New York dans le parc municipal de Flushing Meadows-Corona Park, sur l'ancien site de l'Exposition Universelle, dans le Queens. Il prévoyait que le stade accueillerait à long terme  les trois plus importantes équipes de championnat de l’époque. Walter O'Malley était particulièrement véhément dans son opposition au plan de Moses s'appuyant sur l'identité de l'équipe de Brooklyn. R. Moses refusa de changer d'avis et, après la saison 1957, les Dodgers quittèrent Brooklyn pour s'installer à Los Angeles devenant les Dodgers de Los Angeles et les Giants partirent de New York pour s'établir à San Francisco devenant les Giants de San Francisco.
Plus tard, R. Moses a pu installer 55 000 places au Shea Stadium dans le Queens, les travaux débutant en octobre 1961 et se terminant, après quelques retards, en avril 1964. Le stade a eu sous contrat les Mets de New York jusqu'en 2008 puis a été détruit lorsque les Mets ont déménagé au Citi Field, nouvellement construit à côté de l'emplacement du Shea Stadium, en 2009.

## Déclin de l'influence de Moses
La réputation de Moses commença à être ternie durant les années 1960 à la suite du débat public sur la planification urbaine qui se mit à mettre l’accent sur les vertus des quartiers intimes et une architecture à une échelle plus humaine. Pendant ce temps, sa perspicacité politique commença à lui faire défaut et il commença imprudemment à se mêler à plusieurs  controverses politiques qu’il lui était impossible de gagner.
Par exemple, sa campagne contre la gratuité de spectacles de théâtres autour de l'œuvre de Shakespeare a été mal perçue par le public et son obstination à vouloir détruire un terrain de jeu ombragé à Central Park pour le remplacer par un parking pour le restaurant chic le Tavern on the Green a fait naître parmi la classe moyenne des ennemis dans le Upper West Side.
L'opposition à Moses atteint un niveau supérieur avec la destruction de la Pennsylvania Station que beaucoup ont attribué au plan de développement imaginé par Moses alors que le chemin de fer de Pennsylvania était en fait responsable de la destruction.
Cette démolition irréfléchie de l'un des plus grands monuments de New York a incité beaucoup de citadins à se retourner contre les projets de Moses dont celui notamment de construire l'autoroute de Lower Manhattan qui aurait traversé Greenwich Village et ce qui est aujourd’hui SoHo. Ce plan et celui de l'autoroute Mid-Manhattan qui aurait relié le Lincoln Tunnel entre Manhattan et New Jersey au Queens–Midtown Tunnel entre Manhattan et Queens ont échoué tous les deux politiquement.
Une de ses critiques les plus ardentes à cette époque était Jane Jacobs dont le livre « Déclin et survie des grandes villes américaines » a joué un rôle décisif pour retourner l'opinion contre les projets de Moses. Le gouvernement de la ville a rejeté l'autoroute en 1964.
L'influence de Moses a été fortement minée lors de sa collaboration avec l'exposition universelle en 1964 de New York. Ses prévisions pour accueillir 70 millions de personnes pour cet évènement se sont révélées largement optimistes et de généreux contrats pour les cadres et les entrepreneurs en lien avec le projet ont aggravé la situation financière. Les démentis réguliers et forts émis par Moses sur les difficultés financières considérables en lien avec l'exposition universelle ont engendré des enquêtes journalistiques et gouvernementales qui ont trouvé des irrégularités comptables.
Dans le cadre de l'organisation de cette exposition universelle, la réputation de Moses a été sapée par les traits de son caractère qui lui avaient permis auparavant de réussir : mépris pour les opinions des autres et tentatives despotiques d'utiliser la presse à ses fins dans les moments de conflits.
Le fait que l'exposition universelle n'a pas  été approuvée par le Bureau International des Expositions, l'organisme international qui supervise ce genre d'événements, serait un coup dur pour le succès de cet événement. Moses a refusé d'accepter les exigences du BIE incluant une restriction contre le paiement d'une redevance foncière pour les exposants et BIE a ordonné à ses membres de ne pas participer.
Les États-Unis avaient déjà organisé l'Exposition universelle de 1962 officiellement appelée Century 21 Exposition à Seattle. Selon les règles de l'organisation, aucune nation ne pouvait accueillir une exposition universelle plus d'une fois par décennie. La majorité des démocraties européennes, le Canada, l'Australie et l'Union des républiques socialistes soviétiques étaient tous membres du BIE et ils ont refusé de participer préférant se réserver pour l'exposition universelle de 1967 à Montréal.
Après l'échec de l'exposition universelle, le maire de la ville de New York John Lindsay avec à ses côtés le gouverneur Nelson Rockefeller a cherché à percevoir les revenus des péages provenant du Triborough bridge et des ponts et des tunnels du TBTA (Autorité des ponts et des tunnels) pour couvrir les déficits des agences en difficulté financière, incluant celle du réseau métropolitain. Moses était contre cette idée et a tout fait pour empêcher la mise en place de ce plan. John Lindsay a destitué Moses de son poste de conseiller principal des financements d’autoroutes de la ville de New York.
Le vote de la législature pour fusionner le TBTA avec le MTA (Autorité du transport métropolitain) aurait pu aboutir à un procès par les détenteurs d'obligations du TBTA car les contrats d'obligations étaient inscrits dans les lois et il était contraire à la constitution de diminuer les obligations contractuelles existantes, alors que les détenteurs d'obligations avaient le devoir de donner leur approbation sur de telles actions.
Cependant, le plus grand détenteur d'obligations de TBTA et ainsi responsable pour les autres était la Chase Manhattan Bank, dirigé alors par David Rockefeller, le frère du gouverneur. Aucun procès n'a été engagé. Moses aurait pu pousser TBTA à mener une action en justice mais comme on lui avait promis un rôle au sein de la structure fusionnée, Moses refusa de mettre en péril la fusion. Le 1er mars 1968, le TBTA a été fusionné avec MTA et Moses renonça à son poste de président de TBTA. Il est en fait devenu un consultant de MTA mais son nouveau président et le gouverneur l'ont exclu : le poste promis n'a pas été mis en place et à toutes fins utiles, Moses a été démis de toute fonction dirigeante.
Moses pensait qu'il avait réussi à convaincre Nelson Rockefeller sur la nécessité d'un dernier grand projet de construction d’un pont traversant le Long Island Sound de Rye à Oyster Bay.
Nelson Rockefeller n'a pas soutenu le projet à la fin des années 1960 jusqu'en 1970, craignant  les remontrances publiques parmi les républicains vivant dans les banlieues qui auraient pu entraver ses projets de réélection. Ironiquement, en 1972, une étude soulignait que le pont était fiscalement prudent et pouvait être respectueux sur le plan de l'environnement, mais le sentiment anti-développement était prédominant et en 1973 Rockefeller anéantit toute velléité de projet de construction d'un pont. Rétrospectivement, l'auteur Steve Anderson de NYCroads.com a écrit que laisser Long Island qui a une population importante complètement dépendant d'un accès à travers la ville de New York n'a pas été la décision politique la plus pertinente.

## Un tournant majeur: la publication deThe Power Brokerde Robert Caro
L'image de Moses a subi un nouveau coup en 1974 lors de la publication de The Power Broker: Robert Moses and the Fall of New York dont l'auteur est Robert Caro, récompensé par un Prix Pulitzer dans le domaine de la biographie. Cet opus de 1200 pages a considérablement terni la réputation de Moses. Par exemple, Robert Caro décrit le manque de sensibilité dans la construction de l'autoroute Cross Bronx Expressway et comment il a critiqué les transports en commun. La réputation de Moses est largement tributaire de l'image diffusée par Robert Caro dans son livre qui a obtenu outre le Prix Pulitzer, le prix Francis Parkman qui est attribué par la société des historiens américains et qui fait partie de la liste des 100 meilleurs livres de non- fiction du XXe siècle décerné par la Modern Library.
La description de la vie de Moses par Caro permet de faire crédit au constructeur de ses premières réalisations, montrant par exemple, comment il a conçu et créé Jones Beach Island et les parcs de l'État de New York. Il démontre aussi comment la soif du pouvoir de Moses est devenue plus important que la réalisation de ses premiers rêves. En fait, il lui a été reproché d'avoir détruit des quartiers entiers, en construisant 13  autoroutes au sein de la ville de New York et en mettant en place des projets de renouveau urbain de grande envergure avec peu d'égard pour le tissu urbain et humain. L'auteur est plus neutre dans sa prémisse principale. New York aurait été une ville très différente (peut-être meilleure ou pire) si Robert Moses n'avait pas existé. D'autres villes américaines ont adopté le même type de développement urbain que New York dans les années 1940, 50 et 60. Boston, San Francisco et Seattle, ont construit aussi des autoroutes directement à travers leurs centres-villes.
Les architectes faisant partie de l'intelligentsia des années 1940 et 50, qui ont largement cru dans les projets liés au développement de  l'automobile comme Le Corbusier ou Ludwig Mies van der Rohe ont apporté leur soutien à Moses. Beaucoup d'autres villes comme Newark, Chicago et St. Louis ont aussi construit de gigantesques projets immobiliers peu attractifs.
Robert Caro a souligné aussi que Moses a démontré des tendances racistes. Il s'est notamment opposé ouvertement avec des membres de la commission de la planification de la ville de New York l’emménagement de vétérans noirs dans la ville de Stuyvesant Town, un complexe résidentiel situé à Manhattan spécialement construit pour les vétérans de la seconde guerre mondiale.
Le public considérait Moses comme un tyran qui méprisait les contributions publiques mais avant la publication du livre de Robert Caro personne ne connaissait les détails accablants sur sa vie privée. Par exemple, son frère Paul a passé la plupart de sa vie dans la misère ; celui-ci a été interviewé par Robert Caro peu de temps avant sa mort et a prétendu que son frère Robert Moses avait contacté leur mère pour qu’elle change son testament en sa faveur juste avant de mourir. Selon l’auteur, Paul était en mauvais termes avec sa mère depuis des années et elle avait peut-être changé son testament de son plein gré. Cependant, la façon dont Robert a traité son frère par la suite était légitime mais moralement discutable.

## Les dernières années
Pendant les dernières années de sa vie, Moses a pratiqué activement sa passion pour la natation et était membre du Colonie Hill Health Club.
Moses est mort d'une crise cardiaque le 29 juillet 1981 à l'âge de 92 ans à l'hôpital Good Samaritan à West Islip à New York.
Moses était ethniquement juif mais avait été élevé selon un mode laïque inspiré par le mouvement Culture éthique à la fin du XIXe siècle. Il s'est converti au christianisme et a été enterré dans une crypte situé dans un mausolée dans le cimetière Woodlawn dans le Bronx.

## Controverses sur Moses

### Critiques
Les critiques reprochaient à Moses de préférer les voitures aux êtres humains,  et soulignaient qu’il a fait déplacer des centaines de milliers de résidents de la ville de New York, en détruisant les quartiers traditionnels et en construisant des autoroutes sur leurs emprises.
Ses projets ont contribué à la ruine du Bronx méridional et les parcs d'attraction de Coney Island ont entraîné le départ des équipes de baseball Los Angeles Dodgers (ex Brooklyn) et San Francisco Giants (ex New York) et ont précipité le déclin des transports publics en raison du désinvestissement. La construction de ces autoroutes a empêché l'expansion du métro de New York des années 1930 aux années 1960 parce que les grands boulevards bordés d'arbres et les autoroutes qui ont été construites ont remplacé dans une certaine mesure le réseau métropolitain prévu. Le Programme pour l'Action en 1968 qui n'a jamais été terminé était destiné à corriger cette situation.

### Héritage et influence durable
Les ponts de Moses font l'objet d'une controverse importante au sujet des implications sociales des constructions technologiques, parce que Langdon Winner dans son essai populaire Do Artifacts Have Politics? utilise les ponts de Moses pour appuyer sa démonstration selon laquelle les objets ont une dimension politique. Winner s'appuie sur la biographie de Robert Caro notamment un passage où celui-ci s'entretient avec un collaborateur de Moses. Selon lui, Moses a volontairement construit 204 ponts à Long Island trop bas pour laisser passer les bus et les camions.
Cette affirmation apporte un témoignage corroborant le racisme de Moses en raison de la dépendance importante des classes défavorisées vis-à-vis des transports en commun. Cette hypothèse a été démentie par Bernward Joerges dans son essai Do Politics Have Artefacts?. A la page 8, il écrit qu'à l'époque où les grands boulevards bordés d'arbres ont été construits (à partir de 1924) Long Island était déjà considérablement développé au niveau de son réseau de transport. La ligne de chemin de fer reliant Manhattan à Long Island fonctionnait depuis 1877 et un réseau dense de routes s'était mis en place, parallèlement et coupant les grands boulevards bordés d'arbres. L'autoroute de Long Island, une véritable Autobahn (autoroute en allemand) qui avait pour but de réduire les embouteillages sur l'île a été construit par Moses le long des boulevards bordés d'arbres. Comme mesure ségrégationniste, ces ponts seraient alors complètement inefficaces. Joerges continue en donnant de multiples raisons expliquant la configuration des ponts: par exemple, aux États-Unis, les camions, les bus et d'autres véhicules commerciaux étaient interdits sur les grands boulevards, donc Moses a fait à Long Island comme tous les autres responsables de l’aménagement des espaces verts du pays.
Tandis que l'impact général des différents projets de Moses continue à faire l'objet de controverses, leur envergure au sein du paysage urbain est indiscutable. Le pic des constructions de Moses est intervenu pendant la période difficile de la Grande Dépression et, malgré cette période douloureuse, Moses a réussi à terminer ces projets dans des temps records et a bénéficié de la confiance des politiques publiques (si on compare avec les retards de la ville de New York concernant la reconstruction du site de Ground Zero, de l’ancien World Trade Center, ou les multiples problèmes techniques qui ont entouré le projet Big Dig à Boston).
Trois grandes expositions en 2007 ont remis à l'honneur l'image de Moses grâce à l'intervention d'intellectuels qui reconnaissaient l'ampleur de ses réalisations. Selon Hilary Ballon, architecte spécialiste d’histoire à l'Université Columbia, et d'autres éminents collègues, le travail de Moses mérite mieux. Ils insistent en précisant que son héritage n'a jamais été aussi pertinent et les personnes qui fréquentent les parcs, les terrains de jeux et les maisons construits par Moses les acceptent aujourd’hui comme faisant partie intégrante du quartier même si les quartiers désuets de New York n'intéressaient pas Moses. Sans l’infrastructure publique de Moses et sa détermination à créer plus d’espace, New York n'aurait pas été capable de renaître de la crise et de l’exode vers les banlieues des années 1970 et 1980 pour redevenir le pôle d'attraction économique actuel.
Chaque génération écrit sa propre histoire, a précisé Kenneth T. Jackson, un historien de la ville de New York. The Power Broker était un reflet de son époque : New York connaissait des difficultés et est en déclin depuis 15 ans. Maintenant, pour un ensemble de raisons, New York est entré dans une nouvelle ère, une période d'optimisme, de croissance et de renouveau inconnu depuis 50 ans. « Et cela nous a incité à faire attention à notre infrastructure » a dit Jackson. « Beaucoup de projets sont de nouveau sur la table et cela annonce une période à la manière de Moses sans Moses » a-t-il ajouté.
Les hommes politiques sont aussi en train de revisiter l'héritage de Moses. Dans un discours prononcé en 2006 auprès de l'Association de la planification régionale sur les besoins du transport en centre-ville, Eliot Spitzer qui a ensuite été élu gouverneur à une large majorité, a précisé qu'une biographie de Moses aurait pour titre "At Least He Got It Built" (Au moins il a réussi à le faire construire). “C'est ce dont nous avons besoin aujourd'hui. Un réel engagement pour que les choses se réalisent.”

## Hommages

### Toponymie
Plusieurs sites et routes portent le nom de Moses dans l'État de New York. Cela comprend les deux parcs Robert Moses State (Thousand Islands) à Massena et Robert Moses State (Long Island). La chaussée Robert Moses à Long Island, les barrages Robert Moses à Lewiston à New York et à Massena. Ils fournissent beaucoup d’électricité à la ville de New York. Une école porte le nom de R. Moses à North Babylon, sur Long Island, et une aire de jeu s'appelle Robert Moses dans la ville de New York. Une statue de Moses a été érigée près du Village Hall, mairie de sa ville natale, Babylone Village dans l'état de New York, en 2003et un buste a été installé sur le campus du Lincoln Center à l'Université Fordham.
Lorsqu'il était responsable des parcs, l'inventaire des parcs montre une croissance d'environ 1 100 000 ha. Quand il s'est définitivement retiré de ses fonctions, il avait fait construire 658 aires de jeux dans la seule ville de New York, 669 km de boulevards et 13 ponts.

### Roman graphique
- Pierre Christin (scénario) et Olivier Balez (dessin), Robert Moses - Le Maître caché de New York, 100 pages, 2014  (ISBN 9782723495844). Éditions Glénat.

### Cinéma
- Dans le film Brooklyn Affairs, réalisé par Edward Norton, le personnage de Moses Randolph, incarné par Alec Baldwin, est directement inspiré de Robert Moses.